# Helle Søholt

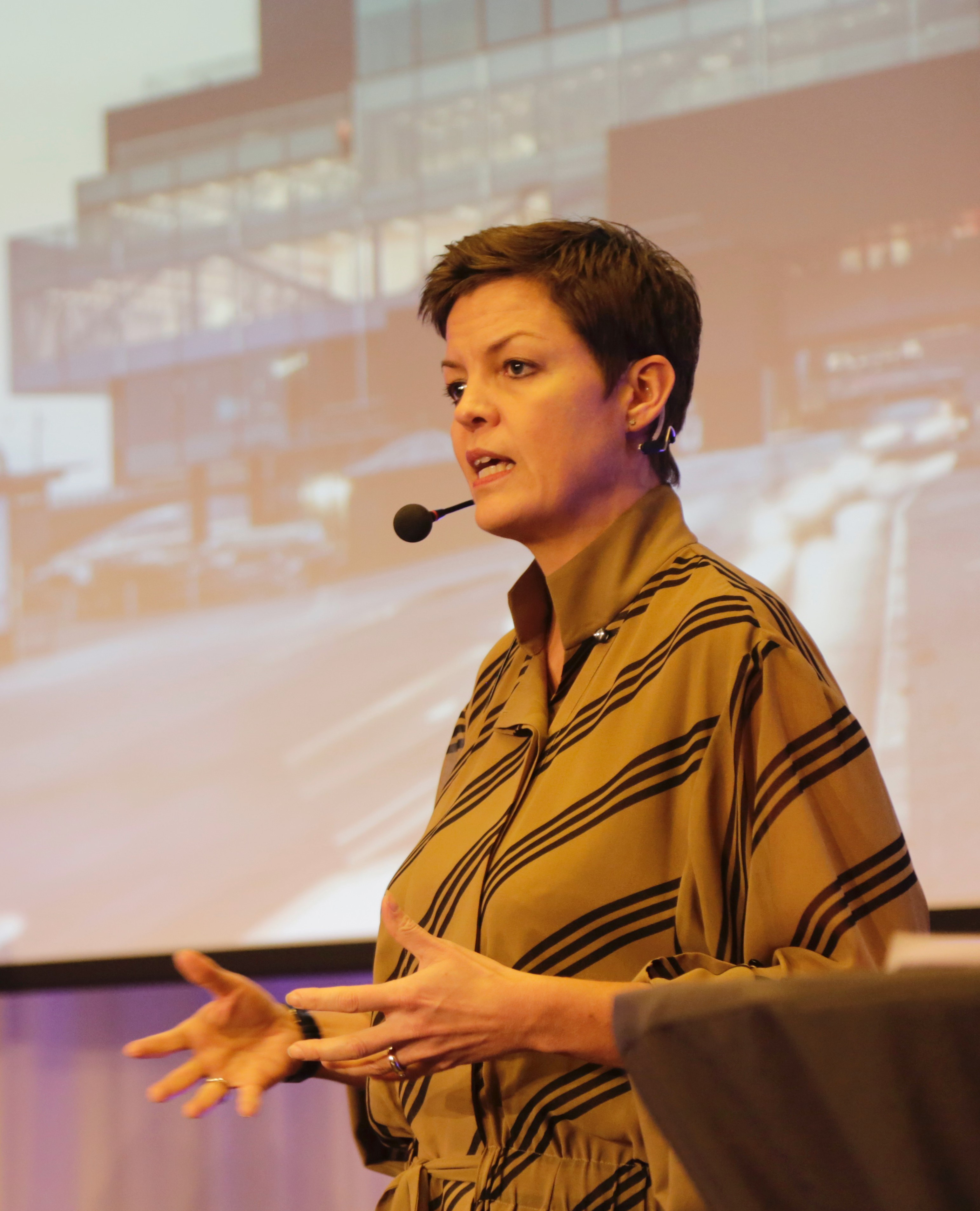
Helle Søholt 2019

Helle Søholt (geboren 1972 in Hørsholm, Dänemark) ist eine dänische Architektin und Stadtplanerin. Zusammen mit Jan Gehl gründete sie das Stadtplanungsbüro Gehl Architects. Unter ihr als Geschäftsführerin hat sich das Büro weltweite Anerkennung im Bereich Stadtplanung und -entwicklung erworben.

## Leben

### Jugend und Ausbildung
Søholt wuchs am Öresund in ländlicher Umgebung, aber in Reichweite der Großstadt Kopenhagen auf. Sie entwickelte eine Passion für das Zeichnen und beschloss früh Architektin zu werden. Schon mit 14 Jahren trat sie ihren ersten Ferienjob in einem Architekturbüro an. Nach zwei Jahren Auslandsaufenthalt in London studierte sie Architektur an der Königlich Dänischen Kunstakademie in Kopenhagen und an der University of Washington in Seattle. Anschließend belegte sie einen Masterlehrgang für Management Development an der Copenhagen Business School.

### Gehl Architects
Im Jahr 2000 gründete sie mit ihrem ehemaligen Universitätsprofessor Jan Gehl das Stadtplanungsbüro Gehl Architects in Kopenhagen, dessen Geschäftsführerin sie bis heute ist. 2021 bestand das Team aus 75 Mitarbeitern mit weiteren Niederlassungen in New York City und San Francisco.
Søholts Interessenschwerpunkte gelten der Entwicklung von Strategien für Kommunen in Hinblick auf Stadtplanung, Verkehrstechnik und Infrastruktur.

„Eine Stadt ist der größte gemeinsame Nenner vieler verschiedener Ethnien, Charaktere und Biografien, die in einem sowohl gebauten als auch sozialen, kulturellen, politischen Raum aufeinandertreffen.“

So wurde auch Gehl Architects zu einem urbanen Beratungsunternehmen für öffentliche Auftraggeber und entwickelt seit 20 Jahren Konzepte für ein nachhaltiges Zusammenleben. Dazu gehört die Planung von Radwegenetzen in China, Russland und den Vereinigten Staaten von Amerika oder Strategien für die Neugestaltungen alter Industrie- und Handelsstädte. Zur Verbesserung der Luftqualität, wurde Gehl Architects von den Städten London, Melbourne, Buenos Aires und Schanghai engagiert. Die Menschen sollten sich wieder mit Lust zu Fuß durch die Städte bewegen können.

„Wir wollen nicht die Autos aus der Stadt verbannen. Aber wir wollen sie reduzieren. Es wäre doch fabelhaft, wenn die Straße wieder den Menschen gehört - all denen, die hier gehen, laufen, spielen, sitzen und liegen wollen“

### Projekte und Engagement
Beispielhaft wurde von Gehl Architects die Shanghai Riverfront zu einer grünen Lunge umgestaltet. Waren früher nur die Ufer des Huangpu Jiang in der Innenstadt – bekannt als The Bund – zum Verweilen gestaltet, so entwickelten Gehl Architects ein Konzept, durch das ab 2014 entlang des Flusses auf einer Länge von 42 Kilometern tausende Bäume gepflanzt, 22 Brücken gebaut, Rad- und Spazierwege gestaltet, Schuppen und Lagerhallen in Cafés, Restaurant und Geschäfte umgestaltet wurden. Eine Evaluierung des Projekts 2021 ergab, dass von den 4,8 Millionen Einwohnern, die im Gebiet im Pudong in einer Gehdistanz von bis zu 15 Minuten vom Fluss entfernt leben, 78 Prozent die neuen Uferanlagen zu Mobilitätszwecken, aus sportlichen Gründen oder zur Erholung nutzen. Mehr als die Hälfte davon sind Frauen.
Gehl Architects haben bis heute eine Vielzahl von internationalen Projekten mit den Schwerpunkten Städtische Strategie, Stadtteilorientierter Nahverkehr, Daten des öffentlichen Lebens, Führung und organisatorischer Wandel durchgeführt.
Søholt hat sich jahrelang als vertrauenswürdiger Berater für die Städte wie Kopenhagen, Vancouver, Mexiko-Stadt, Kapstadt und Sao Paulo engagiert. Seit 2008 ist Søholt Mitglied von Beiräten für Städte, nationale Behörden, Think Tanks und Ausschüssen. Zudem ist sie Vorstandsmitglied der Realdania Foundation in Dänemark, des Danish National Architecture & Design Consortium, des Danish National Aquarium sowie externe Prüferin der Universität Sheffield.
Häufig tritt Søholt als Gastrednerin zu den Themen städtische Lebensqualität und Mobilität auf.

## Projekte
An folgenden Projekten von Gehl Architects war Helle Søholt beteiligt:
- 2006: Flexible masterplanning framework for post-industrial site (Flexibler Rahmen für die Gesamtplanung eines postindustriellen Standorts), Carlsberg, Dänemark.[8]
- 2010: Paying the way to city change (Den Weg zum Wandel der Stadt bezahlen), Brighton, Vereinigtes Königreich.[9]
- 2011: Transit hubs as meeting places in Skåne (Verkehrsknotenpunkte als Treffpunkte in Skåne), Region Skåne, Schweden.[10]
- 2013: Sao Paulo pilots to permanent change (Sao Paulo steuert auf einen dauerhaften Wandel hin), Sao Paulo, Brasilien.[11]
- 2014: A new heart for Sao Paulo (Ein neues Herz für Sao Paulo), Sao Paulo, Brasilien.[12]
- 2016: Understanding the civic value of urban projects (Verständnis für den bürgerlichen Wert von Stadtentwicklungsprojekten), Dänemark.[13]
- 2017: Creating Buenos Aires' first ever citywide strategic plan (Erstellung des ersten stadtweiten Strategieplans für Buenos Aires), Buenos Aires, Argentinien.[14]
- 2019: Better walking and cycling conditions in a crunch location (Bessere Bedingungen für Fußgänger und Radfahrer in schwieriger Lage), Wien, Österreich.[15]
- 2021: Neighborhood Oriented Transit (NOT) in Peking, China.[16]

## Auszeichnungen (Auswahl)
- 2010: Mitglied der Danish Arts Society.[7]
- 2010: Mit Jan Gehl: Danish Dreyer’s Prize of Honor für Architekten in Dänemark.[17]
- 2013: Mit David Sim, Jan Gehl: Nykredit Architecture Prize.[18]
- 2015: Initiative Prize, verliehen von Confederation of Danish Industry.[19]

## Veröffentlichungen
- Mit Jahn Gehl, Gehl Architects: Public spaces and public life. City of Adelaide (Öffentlicher Raum und öffentliches Leben. Die Stadt Adelaide). Planning SA, Adelaide, South Australia 2002, ISBN 978-1-876702-67-0 (englisch).
- The human dimension in planning. Helle Søholt discusses how a human centered approach to planning can address many of the problems facing cities (Das menschliche Maß bei der Planung. Helle Søholt erörtert, wie ein auf den Menschen ausgerichteter Planungsansatz viele Probleme von Städten lösen kann). In: Andreas M Dalsgaard (Hrsg.): The human scale: in 5 chapters (Dokumentarfilme). DVD-Video. OCLC 1098473053 (englisch).
- Mit Jens Kvorning: Vores by Carlsberg. åben international idékonkurrence. Dommerbetænkning (Unsere Stadt Carlsberg. Offener internationaler Ideenwettbewerb. Bericht der Jury). Carlsberg A/S Ejendomme, Kopenhagen 2007, OCLC 759695448 (dänisch).
- Helle Søholt: A letter from Copenhagen (Ein Brief aus Kopenhagen). In: Jérôme Lapierre (Hrsg.): Les interactions entre les gens, l'architecture et l'espace public (Interaktionen zwischen Menschen, Architektur und dem öffentlichen Raum). École d'architecture de l'Université Laval, Québec, QC, Canada 2017, OCLC 1131531627 (englisch).